# Shin Byung-kook
Shin Byung-kook (* 19. Dezember 1978 in Gangwon, Südkorea) ist ein südkoreanischer Biathlet.
Shin Byung-kook bestritt 1995 am Holmenkollen in Oslo mit einem Sprint sein erstes Rennen im Biathlon-Weltcup und belegte den 109. Platz. Erst zwei Jahre später kam er in Forni Avoltri bei den Junioren-Weltmeisterschaften erneut international zum Einsatz und wurde 48. des Einzels. Zum Beginn der Saison 1997/98 folgte in Lillehammer für weitere zwei Jahre der letzte internationale Einsatz in einem Weltcup-Sprint. Erst seit dem Auftakt der Saison 1999/2000 in Hochfilzen startete der Südkoreaner regelmäßig im Weltcup. 2002 erreichte er mit einem 60. Platz bei einem Einzel in Osrblie sein bestes Weltcup-Ergebnis. Zum Karrierehöhepunkt wurden die Olympischen Winterspiele 2002 von Salt Lake City. Bei den Wettkämpfen, die in Soldier Hollow ausgetragen wurden, kam Shin im Einzel wie im Sprint zum Einsatz und belegte die Ränge 75 und 80. Nach der Saison beendete er zunächst seine internationale Karriere. Erst 2009 gab er ein Comeback zum Auftakt des IBU-Cups in Idre mit Ergebnissen jenseits des 100. Platzes.

## Biathlon-Weltcup-Platzierungen
Die Tabelle zeigt alle Platzierungen (je nach Austragungsjahr einschließlich Olympische Spiele und Weltmeisterschaften).
- 1.–3. Platz: Anzahl der Podiumsplatzierungen
- Top 10: Anzahl der Platzierungen unter den ersten zehn (einschließlich Podium)
- Punkteränge: Anzahl der Platzierungen innerhalb der Punkteränge (einschließlich Podium und Top 10)
- Starts: Anzahl gelaufener Rennen in der jeweiligen Disziplin

| Platzierung                    | Einzel | Sprint | Verfolgung | Massenstart | Staffel | Gesamt |
| ------------------------------ | ------ | ------ | ---------- | ----------- | ------- | ------ |
| 1. Platz                       |        |        |            |             |         |        |
| 2. Platz                       |        |        |            |             |         |        |
| 3. Platz                       |        |        |            |             |         |        |
| Top 10                         |        |        |            |             |         |        |
| Punkteränge                    |        |        |            |             |         |        |
| Starts                         | 7      | 15     |            |             |         | 22     |
| Stand: nach der Saison 2009/10 |        |        |            |             |         |        |